# Димитрије Мита Ценић
Димитрије „Мита“ Ценић (Београд, 29. септембар 1851 — Београд, 21. фебруар 1888) био је српски политичар, новинар и публициста. Био је један од првих српских социјалиста, сарадника Светозара Марковића. Шест година (1874—1880) провео је у тамници под лажном оптужбом да је спремао преврат против Милана Обреновића. Након изласка из затвора покренуо је најпре лист Радник, затим Борбу, Истину и Час.

## Школовање
Димитрије - Мита Ценић рођен је 29. септембра 1851. У Београду. Његов отац био је виши државни чиновник, а мајка му је била сестра министра правде Јеремије Станојевића. Преко мајке био је рођак Драгише Станојевића. Као гимназијалац био је члан ђачких дружина, чија бунтовна схватања су одударала од конзервативног породичног оквира, из кога је потицао. Уписао се 1869. на студијe права на Великој школи у Београду. Међутим студије је брзо прекинуо и отишао је 1870. у Москву на студијe медицине.

## Социјалиста
У Москви се повезао са руским револуционарима, па је на себе навукао пажњу руске полиције и због тога је морао да се раније врати у Србију. По повратку наставио је студијe права у Београду и укључио се у социјалистички покрет, у коме је постао близак сарадник Светозара Марковића. У Марковићевом Раденику почео је да објављује своје прве чланке. Због социјалистичке активности дошао је под удар полиције, па је напустио Србију и отишао је најпре у Земун, па онда у Нови Сад. Ширио је социјалистичке идеје у Војводини, па је дошао и под удар аустријске полиције, због чега је морао да напусти Нови Сад и оде у Француску, у Париз. У Паризу је био оптужен за припремање завере против кнеза Милана Обреновића, који је тада боравио у Паризу. Био је притворен више месеци у париском затвору, а онда је прогнан из Француске. Једно време боравио је у Швајцарској, а онда у Енглеској.

## У тамници
Када се 1874. вратио у Србију, полиција је непрекидно пратила његово кретање и контакте. Отишао је у Шабац, где га је позвао Јован Милинковић Алавантић, да му помогне у издавању листа. Власт никако није хтела да пусти да се штампа социјалистички лист, па је полиција брзо након тога ухапсила Ценића и Јована Милинковића и оптужила их да су припремали заверу против кнеза. Главни сведоци на суђењу била су два Бошњака, који су по свој прилици били полицијски агенти. Ту Милинковићеву аферу наместио је по свој прилици Панта Луњевица, шабачки начелник. Мита Ценић осуђен је на осам година тамнице са тешким оковима на ногама. Милинковић је био осуђен на десет година тамнице. Своје тамновање Мита Ценић описао је у књизи Испод земље или Моје тамновање. Укупно је био шест година у затворима у Београду и Пожаревцу. У тешким оковима је био од 1874. до 1877, а ослобођен је 1880. Помилован је 1880. за време владе Јована Ристића, према једнима након једнога покајничког писма, а према Ценићу након писма његове мајке. И након изласка из затвора остао је под сталним полицијским надзором.

## Оснивање Радника и других листова
За разлику од других сарадника Светозара Марковића, који су прешли у редове радикала, Мита Ценић се није одрицао ранијих идеја. Мита Ценић је у напредњачком Виделу уређивао унутрашњополитичку рубрику. Радикали су 1881. покренули Самоуправу, коју су уређивали некадашњи сарадници Светозара Марковића, који су социјалистичку странку претварали у сељачко-демократску странку. Мита Ценић се никако није слагао са њима, па је покренуо социјалистички лист Радник. Радник није нападао напредњачку владу, него је углавном писао против радикала због њиховог одступања од Марковићевог учења. Мита Ценић није нанео никакву штету радикалима у њиховој главној бази, у селу. Лист Радник највише су читали београдски студенти, од којих су многи веровали у социјализам, као у последњу реч науке. Мита Ценић је својим листом створио неповерење студената према радикалима. Заједно са њим у Раднику је писао Драгиша Станојевић и њих двојица су нападали своје некадашње другове радикале, сматрајући да су издали социјалистичке идеје. Лазар Пачу је у Самоуправи жестоко напао Ценићеву концепцију социјализма, па је доказивао да је Ценић вулгаризовао идеју социјализма. Из свега тога уследила је вишегодишња полемика између Лазара Пачуа и Мите Ценића. Мита Ценић је 1883. покренуо Борбу, а 1884. Истину. Основао је 1886. књижевно-политичку ревију Час. После тога био је главни сарадник Новог београдског дневника, али због лошег здравља и сукоба са сарадницима напустио је 1887. и тај лист. Умро је од туберколозе 21. фебруара 1888. у Београду.